# Seward (New York)
Seward est une ville du comté de Schoharie, dans l'État de New York, aux États-Unis,. En 2010, elle comptait une population de 1 763 habitants.
La ville a été organisée en 1840 à partir d’une partie de la ville de Sharon. Elle est nommée d’après le sénateur, gouverneur et secrétaire d’État William H. Seward.

## Démographie
Lors du recensement de 2010, la ville comptait une population de 1 763 habitants, tandis qu'en 2016, elle est estimée à 1 675 habitants.